# П. С. (вірш)
«П. С.» — вірш Тараса Шевченка, написаний ним на засланні 1848 року на Косаралі. 

## Історія написання
Збереглося кілька автографів вірша: чистовий автограф у «Малій книжці»; чистовий автограф у «Більшій книжці». Автографи не датовано.
Вірш датується за місцем автографа у «Малій книжці» серед творів 1848 року та часом зимівлі Аральської описової експедиції в 1848—1849 роках на Косаралі, орієнтовно: кінець вересня — грудень 1848 року, Косарал.
Найраніший відомий текст — чистовий автограф у «Малій книжці», до якої вірш переписано під № 15 у четвертому зшитку за 1848 рік орієнтовно наприкінці 1849-го чи на початку 1850 років (до арешту 23 квітня) з невідомого ранішого автографа. Твір без назви, текст його не викінчено, про що свідчать, зокрема, позначені крапками лакуни — в рядках 10, 28 та між рядками. Наступний етап роботи зафіксовано в «Більшій книжці», куди Шевченко 1858 року, не раніше 18 березня і не пізніше 22 листопада, заніс доопрацьований текст поезії, давши їй назву. Під час переписування він виправив описку в рядку 20, поміняв місцями рядки 18 і 19. Ґрунтовно перероблено закінчення вірша, де Шевченко відкинув при переписуванні з «Малої книжки» до «Більшої книжки» чотири з половиною рядки (другу половину рядка 31 і наступні), завдяки чому сатирична характеристика героя — удаваного народолюбця і псевдопатріота поміщика «п'яного Петра кривого» — стала стислішою і художньо переконливішою.
Найімовірніше, з «Малої книжки» вірш переписано до рукописного списку невідомої особи з окремими виправленнями Шевченка кінця 1850-х років, що належав Л. М. Жемчужникову. Деякі відміни цього списку, який не зберігся, подав О. Я. Кониський. Більшість зафіксованих ним варіантів у вірші «П. С.» збігається з текстом «Малої книжки». Рядки 10 («А пан — як бачите — кабан»), 25 («…Кругом паскуда!»), 28 («…За що ж люде»), 31 («Не жаль мені на його») розходяться з текстом «Малої книжки».

## Публікація
Вперше вірш надруковано за «Більшою книжкою» у виданні: «Кобзарь Тараса Шевченка / Коштом Д. Е. Кожанчикова» (СПб., 1867, стор. 463—464), з неточністю у рядку 23 («своїх» замість «своїм») і того ж року за цим виданням у книжці: «Поезії Тараса Шевченка» (Львів, 1867, том 2, стор. 236).

## Мотиви
П. С. — Петро Петрович Скоропадський (1805—1848) — чернігівський поміщик, власник села Григорівки Конотопського повіту Чернігівської губернії (тепер Бахмацького району Чернігівської області), кріпосник-фарисей. Шевченко зустрічався з П. С. Скоропадським, очевидно, 1843 року у знайомих на Чернігівщині й Полтавщині, ймовірно, разом із М. А Маркевичем приїжджав до нього у Григорівку.
В особі Скоропадського поет викрив фальшиве народолюбство і псевдопатріотизм українських поміщиків-лібералів 1840-х років. Після узагальненого «колективного образу» українських дворян-лібералів у посланні «І мертвим, і живим…» тут Шевченко вперше створив індивідуалізований образ псевдопатріота-поміщика, списаний фактично з натури. Сатиричний герой вірша — водночас характеристика реальної особи і глибоке соціальне узагальнення типу «доброго» українського поміщика-ліберала, який прикриває своє класове обличчя кріпосника «малоросійським патріотизмом» й удаваним народолюбством («У свиті ходить меж панами, // І п'є горілку з мужиками, // І вольнодумствує в шинку»). Поета обурювало, що Скоропадський користувався незаслуженою репутацією народолюбця і патріота, що «зовуть світилом // Кривого п'яного Петра». У вірші викрито соціально-побутову поведінку кріпосника-«вільнодумця».
Твір набув політичного значення, розкриваючи суспільно-політичні риси дворянських лібералів ще до того, як боротьба напередодні селянської реформи 1861 року внесла певну ясність у соціальну суть лібералізму.